# Carlo Visconti
Carlo Visconti (Milão, 1523 - Roma, 12 de novembro de 1565), foi um cardeal do século XVI.

## Biografia
Nasceu em Milão em 1523. De uma família distinta. Outros membros da família foram o pseudocardeal Bartolomeo Aicardi Visconti (1440); e os cardeais Alfonso Visconti (1599); e Antonio Eugenio Visconti (1771).
Chiaro igualmente per dottrina che prudenza. (Nenhuma informação educacional adicional encontrada).
Senador de Milão. Embaixador de Milão perante o rei Felipe II da Espanha em 1560. Protonotário apostólico. Clérigo de Milão.
Eleito bispo de Ventimiglia em 5 de dezembro de 1561. Consagrado em 15 de dezembro de 1561 (nenhuma informação adicional encontrada). Participou do Concílio de Trento, 1562-1563. Núncio extraordinário na Espanha, 1563. Núncio extraordinário na Áustria, 1564.
Criado cardeal sacerdote no consistório de 12 de março de 1565; recebeu o chapéu vermelho e o título de Ss. Vito e Modesto, diaconia elevada pro illa vice a título, 15 de maio de 1565. Transferida para a sé de Montefeltro, 6 de julho de 1565.
Morreu em Roma 12 de novembro de 1565, às 2 horas da manhã, após uma longa e grave doença, Monte Caballo, Roma. Enterrado em seu título de Ss. Vito e Modesto